# Réaction de Fenton
La réaction de Fenton est une réaction d'oxydation avancée qui consiste à amorcer des réactions de décomposition du peroxyde d’hydrogène (H2O2) par des sels métalliques afin de générer des espèces radicalaires (HO•, HO•
2, etc.). Dans la majorité des cas, on aboutit à la formation du radical hydroxyle HO• qui est le deuxième oxydant le plus puissant présent dans la nature après le fluor.
La décomposition de H2O2 par les ions ferreux a été initialement proposée par Haber et Weiss (1934).

## Mécanisme
Au cours de la réaction, le peroxyde d'hydrogène oxyde le fer ferreux (Fe2+) selon la réaction d'oxydoréduction suivante :
Fe2+(aq) + H2O2 → Fe3+(aq) + OH−(aq) + HO•
La constante de vitesse de la réaction vaut, à 25 °C : k = 55 mol L−1 s−1
Le mélange fer ferreux et peroxyde d'hydrogène est appelé « réactif de Fenton » et constitue un très bon oxydant pour de nombreux composés organiques.

## Influence de certains paramètres sur la réaction de Fenton
L’efficacité du système Fenton est fonction de nombreux facteurs tels que la concentration initiale en ions ferreux et en peroxyde d’hydrogène, la concentration initiale du polluant organique, le pH, la température, ou la présence d’oxygène moléculaire dissous.
Pour une concentration initiale en composé organique et à une température donnée, les trois principaux paramètres pouvant influer sur l’efficacité du réactif de Fenton sont le pH de la solution aqueuse, la concentration initiale de fer ferreux et la concentration initiale en peroxyde d’hydrogène.

### Influence du pH
Le défaut majeur de ce procédé est sa nécessité, pour être efficace, d’un milieu acide pour prévenir la précipitation des sels de fer (particulièrement les sels ferriques) en hydroxydes correspondants.
De nombreux travaux sur les procédés Fenton ont montré qu’un pH aux alentours de 2,5-3,5 semble être le meilleur intervalle pour une dégradation optimale des polluants organiques.
La dégradation optimale est obtenue à un pH de 3. À ce pH, peu d’intermédiaires sont formés et ils sont rapidement dégradés .
Du fait que la réaction de fenton nécessite un pH aussi acide, de fortes quantités initiales de réactifs sont nécessaires (ce qui entraîne des coûts de productions importants) et produit une quantité importante de déchets.
C'est pourquoi les méthodes améliorées de photo-Fenton et d'électro-Fenton constituent des procédés plus efficaces d'obtention du radical hydroxyle.

### Influence de la concentration des peroxydes d'hydrogène
En présence d’un excès de peroxyde d’hydrogène, la totalité du fer ferreux est rapidement oxydée. Par la suite, la décomposition de H2O2  par le fer ferrique Fe3+ généré peut avoir lieu selon la réaction suivante :
Fe3+(aq) + H2O2 → Fe2+(aq) + H2O(l) + H+
et ainsi contribuer à une régénération partielle du fer ferreux dans le milieu. Cependant, cette réaction est considérablement plus lente que la réaction de Fenton.

### Influence de la concentration du fer ferreux
Il a été montré dans de nombreuses études, qu’une forte concentration de catalyseur (Fe2+ ) dans la solution n’est pas en faveur d’un meilleur taux de minéralisation. L’influence d’une forte concentration de fer comme catalyseur a pour conséquence une diminution de l’efficacité due à la réaction parasite entre HO• et Fe2+ :
Fe2++ HO• →  Fe3+ + OH−

## Domaine d'utilisation de la réaction de Fenton
La réaction de Fenton constitue de nos jours une méthode efficace permettant de lutter contre les micropolluants organiques présents dans les effluents industriels et agricoles et, plus généralement, pour le traitement des eaux usées.
En agronomie, les sols nus ou labourés  ont un impact hyperoxydant. Les ultra-violets solaires sur ce type de sol déclenchent une réaction de Fenton qui attaque chimiquement la matière organique, dégradant la fertilité du sol,.
Elle est également utilisée pour certains soins dentaires.